# Inverie

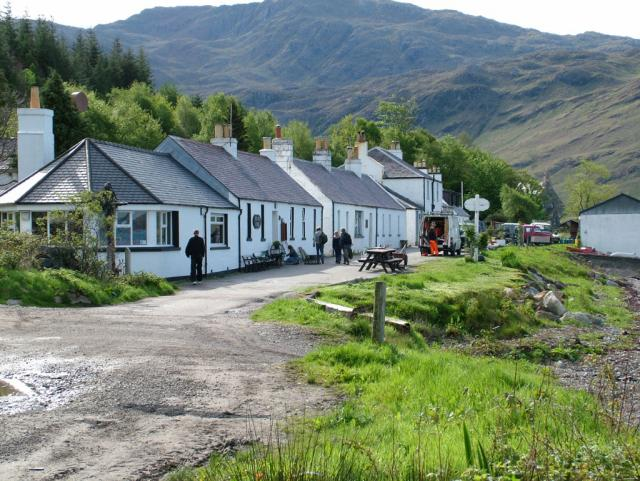
Le village d'Inverie.

Inverie (en gaélique écossais : Inbhir Aoidhe) est l'unique village de la péninsule de Knoydart (district de Lochaber, Highland) en Écosse.

## Géographie
Situé sur la rive nord du loch Nevis, Inverie est relié par ferry à Mallaig. Il s'agit du village le plus important de Grande-Bretagne à ne pas être connecté au réseau routier.
Le village abrite également le pub le plus isolé de l'île de Grande-Bretagne, The Old Forge.